# Spilosoma impleta
Spilosoma impleta är en fjärilsart som beskrevs av Walker 1864. Spilosoma impleta ingår i släktet Spilosoma och familjen björnspinnare. Inga underarter finns listade i Catalogue of Life.